# Synagris analis
Synagris analis är en stekelart som beskrevs av Henri Saussure 1852. Synagris analis ingår i släktet Synagris och familjen Eumenidae. Inga underarter finns listade i Catalogue of Life.